# El protector (pel·lícula de 1985)
El protector (títol original en anglès: The Protector) és una pel·lícula estatunidenca dirigida per James Glickenhaus i Jackie Chan, estrenada l'any 1985. Ha estat doblada al català.

## Argument
Billy Wong és un poli dur de Nova York. Quan se li assigna una nova companya d'equip, ha de desenredar un afer dels més perillosos. La filla d'un ric home de negocis ha estat segrestada i la investigació porta els dos policies fins a Hong Kong, on posen al dia una important xarxa de tràfic de droga.

## Repartiment
- Jackie Chan: Billy Wong
- Danny Aiello: Danny Garoni
- Sandy Alexander: el cap del gang
- Victor Arnold: el capità de la policia
- Kim Bass: Stan Jones
- Jesse Cameron-Glickenhaus: Jesse Alexander
- Roy Chiao: senyor Ko
- Richard Clarke: Whitehead
- Bill Wallace: Benny Garucci